# وجه المدخن
وجه المُدخن هو مُصطلحٌ يصف التغيرات المُميزة التي تحدث في وجوه كثيرٍ من المدخنين. يتضمن المظهر العام حدوث شيخوخةٍ متسارعةٍ للوجه، مع نمطٍ مميزٍ من تجاعيد الوجه ولونٍ شاحب.
وجد ملخص لدراسة نشرتها معاهد الصحة الوطنية أنَّ بعض ملامح الوجه كانت قد ظهرت في حوالي 46% من المدخنين المستمرين في التدخين، وفي 8% من المدخنين السابقين الذين دخنوا لعقدٍ كاملٍ، بينما كانت هذه السمات نفسها غائبةً في مجموعةٍ ضابطةٍ من غير المدخنين.